# Jean-Pierre Koenig
Johann Peter (Jean-Pierre) Koenig, né à Koetschette le 19 octobre 1870 et décédé à Luxembourg-Ville le 14 décembre 1919, est un architecte luxembourgeois.

## Biographie
Jean-Pierre Koenig est le fils de Johann Koenig et de Louise Huberty. À l'Athénée royal grand-ducal, il reçoit des leçons de dessin de Michel Engels et se lie d'amitié avec son camarade de classe Jean-Baptiste Wercollier. Koenig obtient une médaille d'or en dessin à l'Athénée. Il étudie ensuite à l'école Saint-Lucas de Schaerbeek (Bruxelles) et obtient son diplôme d'ingénieur-architecte à l'école polytechnique de Louvain en 1895. Koenig conçoit plusieurs bâtiments dans un style néo-Renaissance.
Koenig est l'un des fondateurs du Cercle artistique de Luxembourg (CAL) en 1893, aux côtés de l'architecte Jean-Pierre Knepper, des peintres Pierre Blanc, Michel Engels, Frantz Heldenstein et Jean-Pierre Huberty et de son ami d'enfance, le sculpteur Jean-Baptiste Wercollier, entre autres. Wercollier épouse en 1896 la sœur de Koenig, Margaretha, Koenig étant l'un des témoins. Au Salon du CAL 1917, l'architecte reçoit le Prix Grand-Duc Adolphe.
Koenig meurt à l'âge de 49 ans. En 1954, une rue porte son nom au Limpertsberg.

## Œuvres
- 1898-1908: aménagement intérieur de l'église de Waldbredimus, comprenant des lambris et 24 bancs. Exécuté par le menuisier Decker de Mondorf.
- 1899: Maison des Jésuites (Maison des écrivains Bellevue) à Limpertsberg. Après le départ des Jésuites, l'École d'artisans de l'État s'installe dans le bâtiment en 1911-1912.
- 1910-1913: bureau de la Banque et caisse d'épargne de l'État à Luxembourg-Ville. Construit en style néo-Renaissance avec des éléments Art nouveau et des sculptures décoratives de Blaise, Turping et Ernest Grosber. Les statues de Mercure et de Fortuna, de part et d'autre de l'entrée principale, ont été réalisées par Jean Mich.
- 1914: Église Saint-Luc de Livange.
- 1915-1916: Eglise Saint Wendelinus de Schrondweiler.
- 1918-1919: conception de la pierre tombale de Jean-Joseph Koppes (1843-1918), évêque de Luxembourg, dans la chapelle des Glacis. Le portrait de Koppes est exécuté par Jean-Baptiste Wercollier.
- Pharmacie Perlia, Place François-Joseph Dargent, Eich.

## Galerie

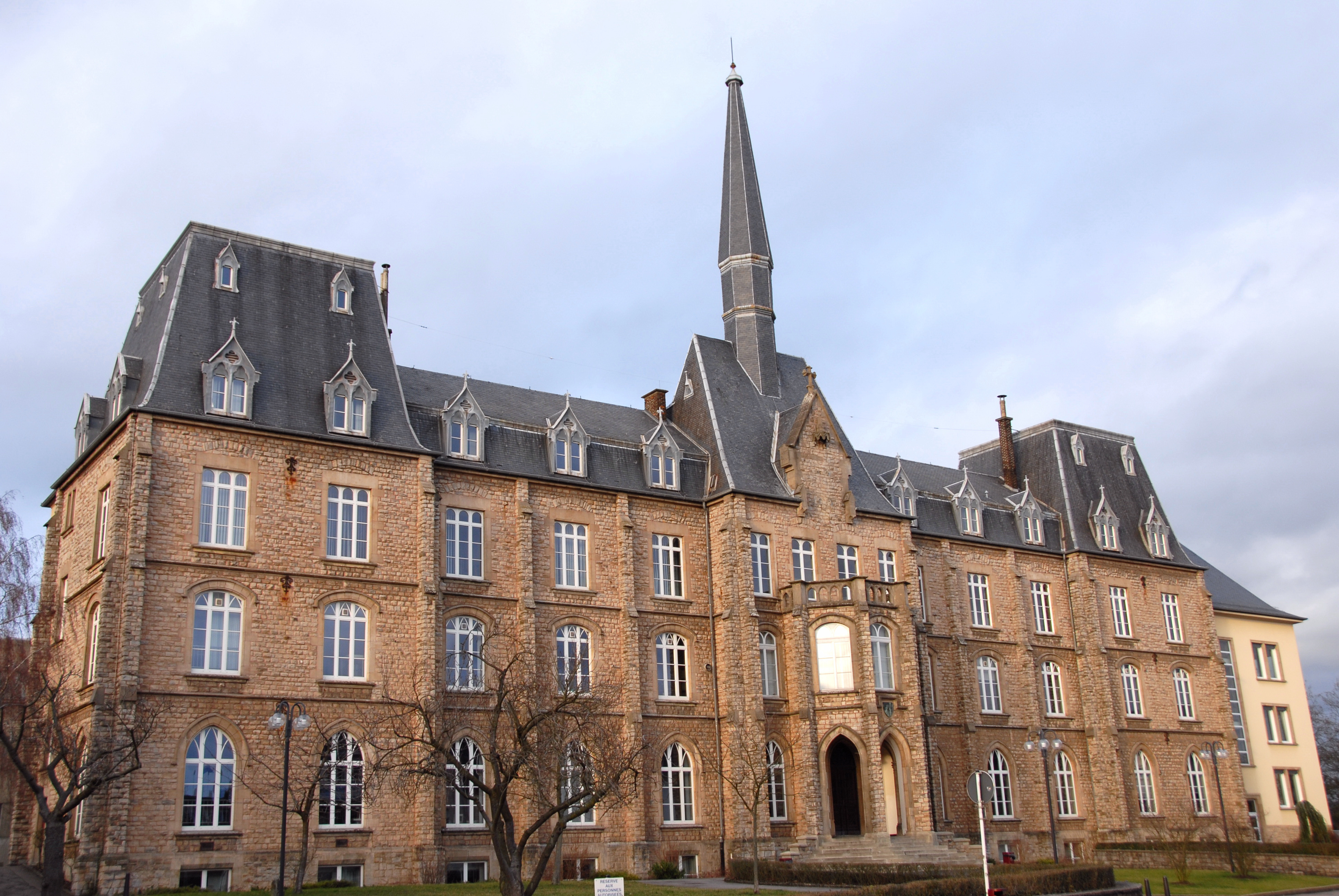
Maison des Jésuites (1899), Limpertsberg
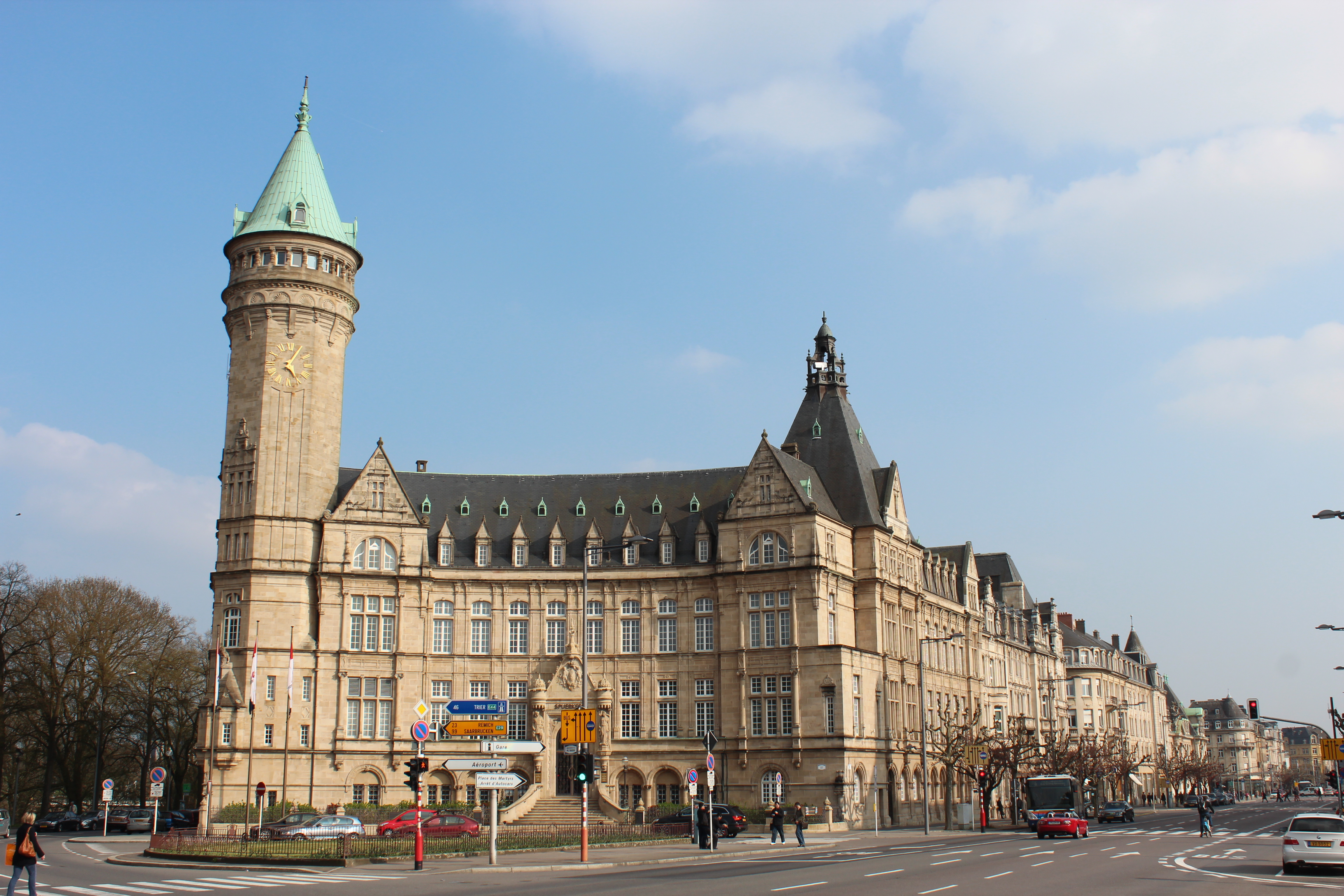
Banque (1913), Luxemburg-Ville
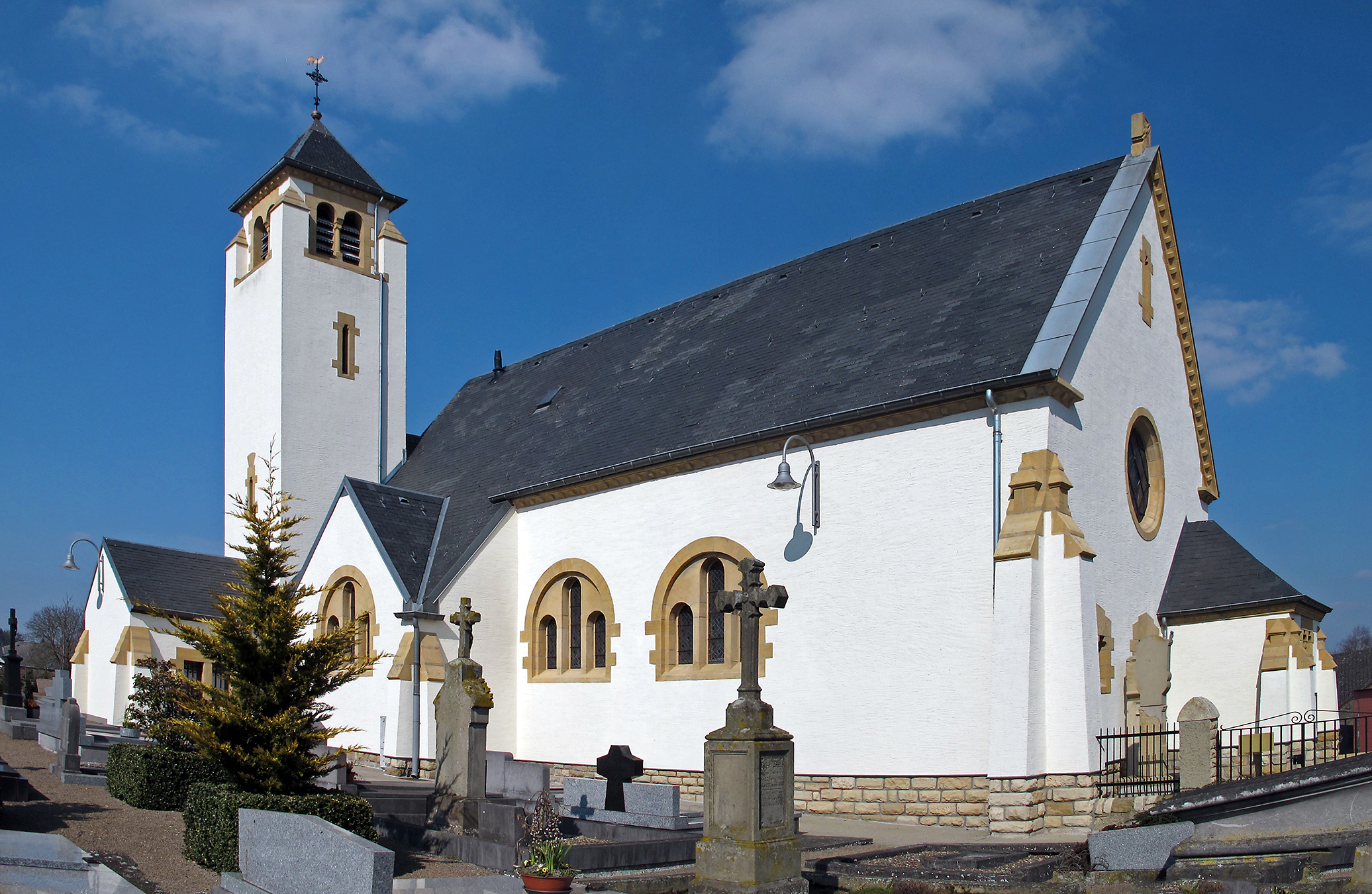
Église (1914), Livange
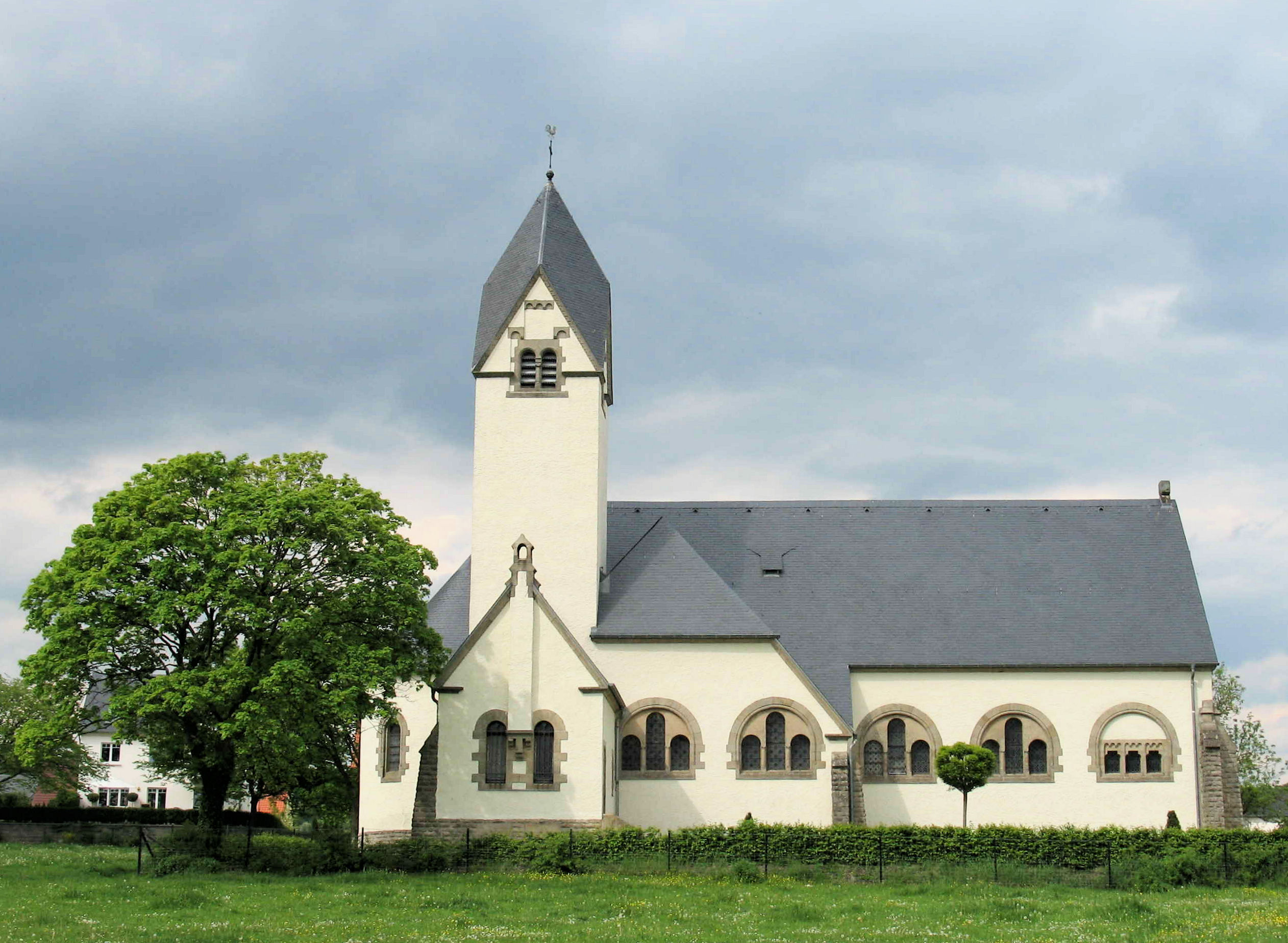
Église (1916), Schrondweiler
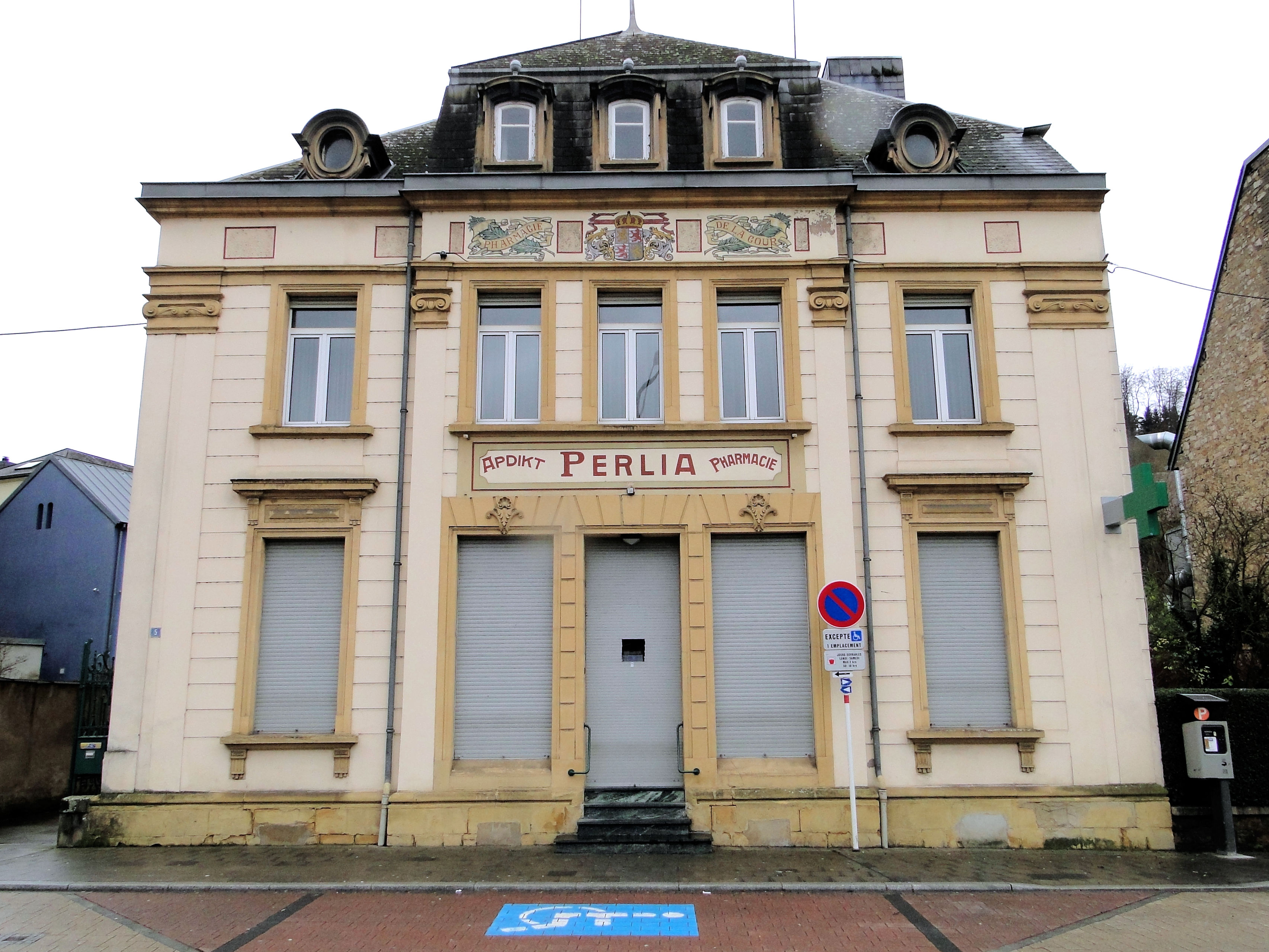
Pharmacie, Eich